# Порука громадської організації або трудового колективу
Порука громадської організації або трудового колективу  (громадська порука) — запобіжний захід, що полягає у винесенні зборами громадської організації чи трудового колективу постанови про те, що вони ручаються за належну поведінку та своєчасну явку підозрюваного, обвинуваченого до органів досудового розслідування. При цьому рішення про взяття особи на поруки виноситься повноважними зборами, а не керівником організації.
Метою застосування цього запобіжного заходу є участь суспільства в перевихованні підозрюваного, обвинуваченого шляхом здійснення морального впливу на нього. Однак на практиці в Україні він майже не застосовувався і з Кримінального процесуального кодексу 2012 року був виключений, так само як раніше був виключений з Кримінально-процесуального кодексу Російської Федерації. Однією з підстав виключення було те, що в радянському минулому вплив з боку громадських формувань, зокрема таких як партія, рада трудового колективу, на особу та її поведінку був вагомим, що могло забезпечити дієвість цього запобіжного заходу для забезпечення належної поведінки підозрюваного, обвинуваченого; в подальшому, коли ці громадські формування втратили своє значення, і можливість осуду з боку колективу вже не мало такого значення для підозрюваного, обвинуваченого, його ефективність значно знизилася. Крім того, участь у громадській організації, як правило, є добровільною, а сама організація може бути ліквідована.
Ставити питання про таку поруку мали право обвинувачений, його родичі, захисник, прокурор, слідчий, керівні органи організації чи колективу або окремі її члени. Особи, які застосовували цей запобіжний захід, повинні були проінформувати громадську організацію чи трудовий колектив про характер обвинувачення. Забезпечення виконання постанови могло бути доручене певній конкретній особі.
Якщо обвинувачений вибував із колективу, не піддавався громадському впливу або організація чи колектив втрачали можливість забезпечувати належну поведінку та явку за викликом обвинуваченого, вони повинні були негайно відмовитися від поруки та повідомити про це слідчого, який мав змінити запобіжний захід. В іншому разі громадську організацію чи трудовий колектив могли бути притягнені до дисциплінарної відповідальності.
Поруку громадської організації або трудового колективу як запобіжний захід слід відрізняти від передачі особи на поруки для перевиховання та виправлення особи як форми звільнення від кримінальної відповідальності.
Цей запобіжний захід передбачений у кримінально-процесуальному законодавстві Узбекистану (порука громадського об'єднання або колективу — ст. 252 КПК) та Азербайджану (порука організації — ст. 167 КПК), в останньому випадку організація також повинна внести гроші на депозит суду, яка стягується у випадку порушення взятого на себе зобов'язання.